# Турні
Турні́ (фр. Tourny) — колишній муніципалітет у Франції, у регіоні Нормандія, департамент Ер. Населення — 921 осіб (2011).
Муніципалітет був розташований на відстані близько 70 км на північний захід від Парижа, 45 км на південний схід від Руана, 35 км на північний схід від Евре.

## Історія
До 2015 року муніципалітет перебував у складі регіону Верхня Нормандія. Від 1 січня 2016 року належав до нового об'єднаного регіону Нормандія.
1 січня 2016 року Турні, Бертенонвіль, Бю-Сен-Ремі, Каень, Кантьє, Сів'єр, Дамменій, Еко, Фонтене, Форе-ла-Фолі, Фурж, Фур-ан-Вексен, Гітрі i Панієз було об'єднано в новий муніципалітет Вексен-сюр-Епт.

## Демографія
Динаміка населення (INSEE ):
Розподіл населення за віком та статтю (2006):
| Стать | Всього | До 15 років | 15-24 | 25-44 | 45-64 | 65-85 | Понад 85 |
| --- | ------ | ----------- | ----- | ----- | ----- | ----- | -------- |
| Чоловіки | 462    | 100         | 56    | 158   | 96    | 52    | 0        |
| Жінки | 497    | 127         | 52    | 154   | 108   | 48    | 8        |
| \| Статево-вікова піраміда \| Статево-вікова піраміда \| Статево-вікова піраміда \| \| ----------------------- \| ----------------------- \| ----------------------- \| \| Чоловіки \| Вік \| Жінки \| \| 0 \| 85 + \| 8 \| \| 4 \| 80-84 \| 4 \| \| 8 \| 75-79 \| 12 \| \| 8 \| 70-74 \| 8 \| \| 32 \| 65-69 \| 24 \| \| 16 \| 60-64 \| 28 \| \| 20 \| 55-59 \| 24 \| \| 32 \| 50-54 \| 28 \| \| 28 \| 45-49 \| 28 \| \| 59 \| 40-44 \| 55 \| \| 55 \| 35-39 \| 28 \| \| 32 \| 30-34 \| 55 \| \| 12 \| 25-29 \| 16 \| \| 24 \| 20-24 \| 28 \| \| 32 \| 15-20 \| 24 \| \| 24 \| 10-14 \| 24 \| \| 44 \| 5-9 \| 67 \| \| 32 \| 0-4 \| 36 \| |        |             |       |       |       |       |          |
| Статево-вікова піраміда |        |             |       |       |       |       |          |
| Чоловіки | Вік    | Жінки       |       |       |       |       |          |
| 0 | 85 +   | 8           |       |       |       |       |          |
| 4 | 80-84  | 4           |       |       |       |       |          |
| 8 | 75-79  | 12          |       |       |       |       |          |
| 8 | 70-74  | 8           |       |       |       |       |          |
| 32 | 65-69  | 24          |       |       |       |       |          |
| 16 | 60-64  | 28          |       |       |       |       |          |
| 20 | 55-59  | 24          |       |       |       |       |          |
| 32 | 50-54  | 28          |       |       |       |       |          |
| 28 | 45-49  | 28          |       |       |       |       |          |
| 59 | 40-44  | 55          |       |       |       |       |          |
| 55 | 35-39  | 28          |       |       |       |       |          |
| 32 | 30-34  | 55          |       |       |       |       |          |
| 12 | 25-29  | 16          |       |       |       |       |          |
| 24 | 20-24  | 28          |       |       |       |       |          |
| 32 | 15-20  | 24          |       |       |       |       |          |
| 24 | 10-14  | 24          |       |       |       |       |          |
| 44 | 5-9    | 67          |       |       |       |       |          |
| 32 | 0-4    | 36          |       |       |       |       |          |

## Економіка
2010 року серед 597 осіб працездатного віку (15—64 років) 457 були активними, 140 — неактивними (показник активності 76,5%, у 1999 році було 74,9%). З 457 активних мешканців працювало 416 осіб (219 чоловіків та 197 жінок), безробітними було 41 (12 чоловіків та 29 жінок). Серед 140 неактивних 35 осіб було учнями чи студентами, 53 — пенсіонерами, 52 були неактивними з інших причин.

У 2010 році в муніципалітеті числилось 365 оподаткованих домогосподарств, у яких проживали 930,5 особи, медіана доходів виносила 20 206 євро на одного особоспоживача